# 取り戻し請求
取り戻し請求（とりもどしせいきゅう）とは、郵便ポストや、窓口から投函した郵便物を、記載の受取人に配達させず、差出人に返還させる請求である。

## 根拠法
根拠法規は以下郵便法第34条に準拠する。

## 請求方法
請求人、もしくは請求を委任された代理人が、郵便局の窓口、または、ゆうゆう窓口に出向き、差し出し郵便物の種類・形状・通数・行き先・差出人等の必要事項を、備え付けの「取り戻し請求書」に記載し、窓口の担当者に提出する。その際、運転免許証、個人番号カード等身分証明書の提示確認を要する。また代理委任による場合は、委任状が必要となる。委任状の書式は、規定されていない。
郵便ポスト前で引き渡すことは、郵便物の第三者による詐取防止の観点から禁止されている。そのため投函した郵便ポスト前で取り集め担当者に申し出ても、引き渡しはされない。同様に請求者の本人確認ができないことから、電話による請求もできない。

## 料金
取り戻し請求の手数料は、「内国郵便約款　料金表　第７表 手数料」により、以下のように定められている。
- 請求場所が郵便物差出地の集配局であり、取り戻し郵便物が当該局を出ていなければ、無料。
- 取り戻し郵便物が差出地集配局を出てしまえば、取り戻し請求手数料がかかる。
  - 配達業務を行う郵便局に請求の場合は420円。
  - その他の郵便局の場合は580円。

取り戻し請求手数料は、郵便物の形状には関係がない。現金以外に、切手での支払いもできる。
また、取り戻し請求を行なった郵便物に貼付した郵便切手は無効とされ、消印をして返却される。取り戻した郵便物を再度差し出す場合は改めて必要な郵便料金を支払えば「再差出」として差し出すことができる。
ただし、レターパックやクリックポストなどサイズや重量に制限があるもので、サイズ超過もしくは重量超過により引受不能となったものについては消印処理がされていない為、この限りではない。